# متزانه دی سوتو
متزانه دی سوتو (به ایتالیایی: Mezzane di Sotto) یک کومونه در ایتالیا است که در استان ورونا واقع شده‌است. متزانه دی سوتو ۱۹٫۶ کیلومتر مربع مساحت و ۱٬۹۴۹ نفر جمعیت دارد و ۱۲۲ متر بالاتر از سطح دریا واقع شده‌است.